# パパ好み

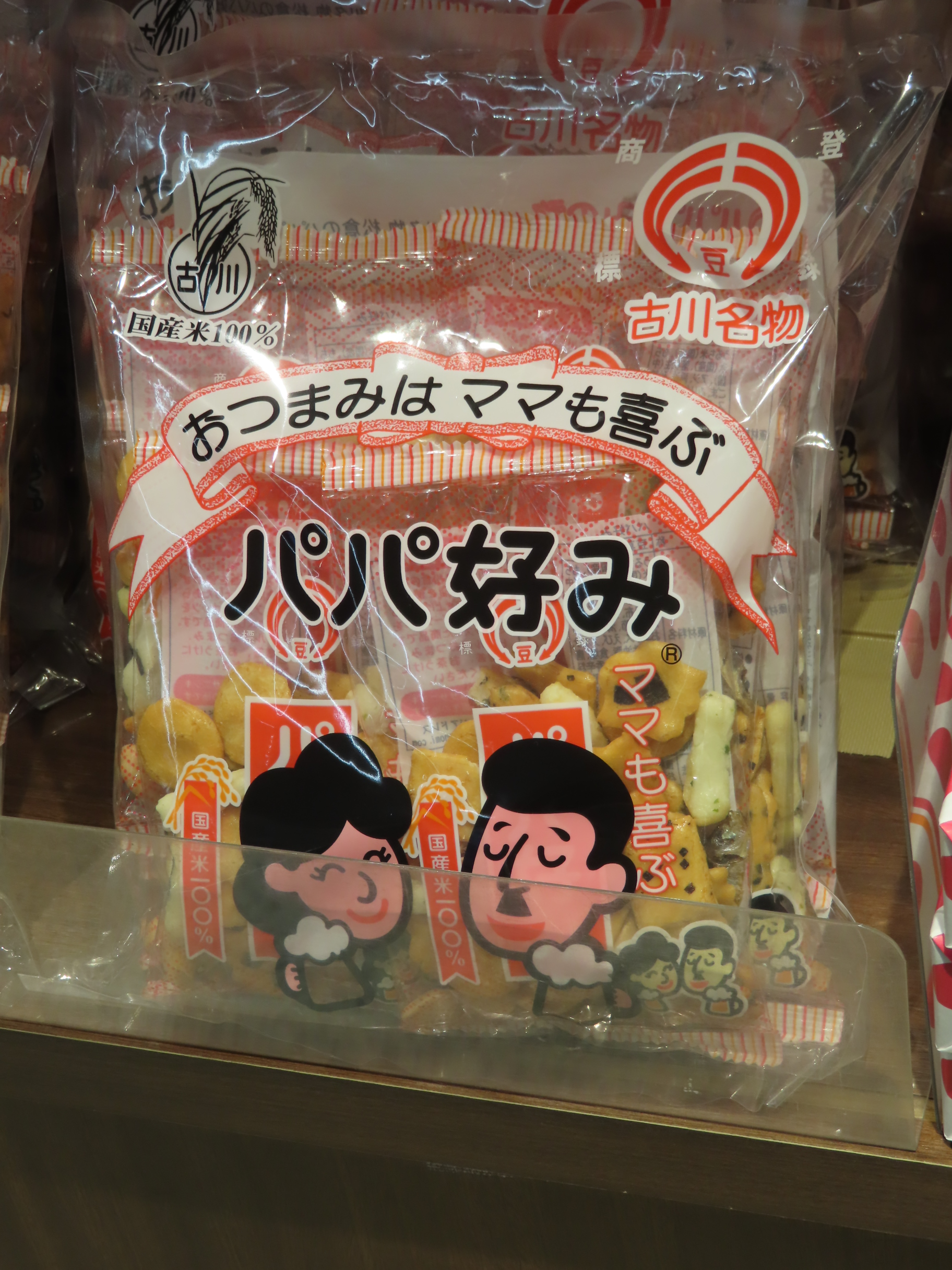
パパ好み

パパ好み（パパごのみ）は、米を主な原料として焼き上げた10種類のあられと煎餅に、ピーナッツ、小エビ、小アジを混ぜた和菓子である。ミックスあられの草分けであり、日本有数の米の生産地としても知られる宮城県古川市（現:大崎市）を代表する土産菓子として親しまれている。

## 概要
もち米をベースに各種具材を練りこみ、直径2センチほどに成型して薄い醤油味に焼き上げた7種類のあられと、うるち米をベースにして同様に焼き上げた3種類の煎餅、塩茹でピーナッツ、炒った小エビ、小アジを混ぜ合わせたものである（詳細は下記の一覧を参照）。通常は38グラム、76グラム、125グラムの袋入りで販売されている。
エビとアジを増量し、新たに「カレイ」もしくは「海苔巻きあられ」を追加した特選パパ好みも製造されており、こちらは80グラム入りのもののみが販売されている。
また、贈答用包装紙には、お父さんが豆を口に放り込んでいる、飄々とした雰囲気のイラストが描かれており、初発売時から変わらぬデザインで親しまれている。

### 具材一覧
さくらサクラの花形のあられ。
磯さくら刻み海苔を練り込んだサクラの花形の煎餅。
胡麻小丹挽きゴマを練り込んだ長方形のあられ。
胡麻丹挽きゴマを練り込んだ長方形のあられ。胡麻小丹より白っぽい。
海苔丹青海苔や刻み海苔を練り込んだ長方形のあられ。
エビあられエビの粉末を練り込んだ長方形のあられ。
みやこあられ刻み海苔と唐辛子を練り込んだ俵形のあられ。
海苔巻きあられ海苔を巻いた俵形のあられ。
胡麻柿挽きゴマと唐辛子を練り込んだ俵形のあられ。
胡麻小判挽きゴマを練り込んだ小判形の煎餅。
ミニ小丸唐辛子を練り込んだ円盤形の煎餅。
ピーナッツ剥きピーナッツを塩茹でしたもの。
エビ炒って薄甘く味付けした4センチほどのもの。
アジ同上

## 歴史

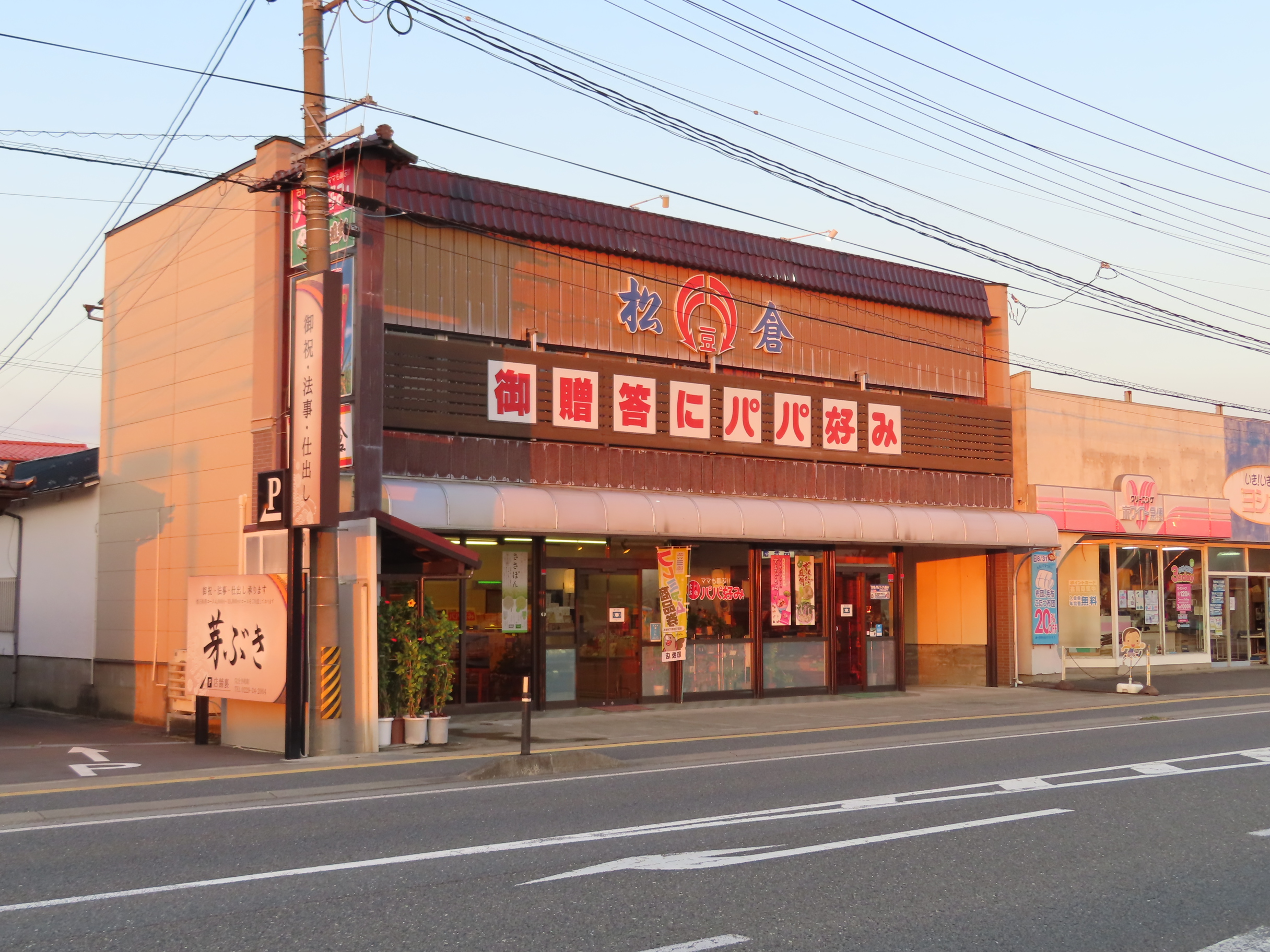
株式会社松倉（宮城県大崎市）

宮城県古川市で1951年（昭和26年）に創業し、米菓や豆菓子を製造販売していた（株）松倉が、主力商品のピーナッツが夏には品薄になることを補うため、それにあられや小魚を混ぜて1954年（昭和29年）に販売したものが始まり（俗説は後述）で、1960年（昭和35年）からパパ好みの商品名で製造を開始した。栄養価が高く、食べやすくバラエティ豊かな食感から、おやつやおつまみとして人気が高く、現在では「パパ好みの松倉」と呼ばれるほど、同社を代表する商品となっている。各種具材がバラバラに入っている由来として、元々は別々に木箱に入れて量り売りの販売をしていたが、近所の子供達が量り売り用の木箱をすべてひっくり返す悪戯（鬼ごっこの最中に箱へ誤って体当たりをしたなど諸説あり）をしたために、売り子が拾い集めた具材を仕方なく混ざった状態で販売し、消費者の好評を受けたことがきっかけとされる。またこのエピソードは大崎市古川台町周辺の60代の男性からの証言が多数あるため信憑性が高い。

## 販売地域
従来は古川市（現：大崎市）を中心に販売され、宮城県内でも他の地域では中元や歳暮の時期にのみ取り扱うことが多かったため、地元以外では主に土産品として賞味されていたが、2005年7月9日に東京都池袋にアンテナショップ「宮城ふるさとプラザ」が開店。インターネット通信販売も開始され、現在では全国で購入できるようになっている。

## 商品名の由来
創業者の松倉昭が、お父さんのビールのおつまみに合うものとして命名したとされている。当時は戦時中の英語禁止の影響がまだ残っており、それまでほとんど使われていなかった「パパ」というキーワードをあえて使うことで新しい時代をアピールしたという。

## CMソング
「パパ好み」の広告放送は、サッポロビールとの協賛で、昭和30年代に地元の映画館でスライド上映されたのが始まりで、1966年（昭和41年）5月23日からはフジテレビ系の地元テレビ局、仙台放送でも放映を開始した。しかし、本格的に「パパ好み」を一般大衆に認知させたのは、1969年（昭和44年）4月1日から放送を開始したCMソング『パパ好みの歌』が人気を集めたことによる。
この歌は電通によって制作され、作詞は文月えがく、作曲は狛林正一が手がけた。リードボーカルには天地総子が起用され、バックコーラスにはデューク・エイセスが参加。子供も喜ぶような明るいメロディーと軽快なリズムに加え、歌詞の「ママも喜ぶパパ好み」のフレーズも人気を呼び、世代を超えて親しまれた。また、放送当時はソノシートも制作され、古川市内で無料配布された。
現在、『パパ好みの歌』は、（株）松倉の公式youtubeチャンネルで聴くことができる。また、歌詞と譜面は現行の商品『パパ好みファミリーパック』（メイン画像参照）の袋裏に記載されている。なお、2007年にこの歌のオリジナルマスターテープが発見され、同年11月にはCD化もされた。
またTBCラジオのカラーズの『みんなの時間』のコーナーの提供スポンサーとなっており、CMソングが流れていた。
2021年には松倉創業70周年を記念に「パパ好みの歌」を仙台貨物のイガグリ千葉がカバー、youtubeで公開されているプロモーションビデオでは自社店舗や工場を含めた大崎市内の観光地やご当地キャラクターが登場している。

## 参考資料
- CD『懐かしのせんだいCM大百科』（せんだいCM特捜隊）、 2007年